# Климни
Климни (итал. Climni) су насељено место у Републици Хрватској у Истарској жупанији. Административно су у саставу општине Жмињ.

## Географија
Климни се налази југоисточно од средишта општине Жмињ на удаљености од 6,78 км

## Историја
До територијалне реорганизације у Хрватској Климни су били у саставу старе општине Ровињ.

## Становништво
Према задњем попису становништва у Хрватској 2011. године у насељу Климни живело је 60 становника.
| Број становника по пописима | Број становника по пописима | Број становника по пописима | Број становника по пописима | Број становника по пописима | Број становника по пописима | Број становника по пописима | Број становника по пописима | Број становника по пописима | Број становника по пописима | Број становника по пописима | Број становника по пописима | Број становника по пописима | Број становника по пописима | Број становника по пописима | Број становника по пописима |
| --------------------------- | --------------------------- | --------------------------- | --------------------------- | --------------------------- | --------------------------- | --------------------------- | --------------------------- | --------------------------- | --------------------------- | --------------------------- | --------------------------- | --------------------------- | --------------------------- | --------------------------- | --------------------------- |
| 1857                        | 1869                        | 1880                        | 1890                        | 1900                        | 1910                        | 1921                        | 1931                        | 1948                        | 1953                        | 1961                        | 1971                        | 1981                        | 1991                        | 2001                        | 2011                        |
| 0                           | 0                           | 113                         | 82                          | 92                          | 86                          | 0                           | 0                           | 123                         | 126                         | 130                         | 109                         | 107                         | 94                          | 74                          | 60                          |

Напомена: У 1857, 1869, 1921. у 1931. подаци су садржани у насељу Жмињ, као и део података у 1880. и 1910. Од 1890. до 1910. исказивано као део насеља.